# Johnsburg
Johnsburg es una villa ubicada en el condado de McHenry en el estado estadounidense de Illinois. En el Censo de 2010 tenía una población de 6337 habitantes y una densidad poblacional de 318,88 personas por km².

## Geografía
Johnsburg se encuentra ubicada en las coordenadas 42°23′6″N 88°14′48″O / 42.38500, -88.24667. Según la Oficina del Censo de los Estados Unidos, Johnsburg tiene una superficie total de 19.87 km², de la cual 18.33 km² corresponden a tierra firme y (7.74%) 1.54 km² es agua.

## Demografía
Según el censo de 2010, había 6337 personas residiendo en Johnsburg. La densidad de población era de 318,88 hab./km². De los 6337 habitantes, Johnsburg estaba compuesto por el 97.24% blancos, el 0.36% eran afroamericanos, el 0.13% eran amerindios, el 0.65% eran asiáticos, el 0.02% eran isleños del Pacífico, el 0.62% eran de otras razas y el 0.99% pertenecían a dos o más razas. Del total de la población el 3.36% eran hispanos o latinos de cualquier raza.